# Timm N2T Tutor
Timm N2T Tutor là một loại máy bay huấn luyện của Hoa Kỳ, do công ty Timm Aircraft Corporation chế tạo cho Hải quân Hoa Kỳ với định danh N2T-1.

## Biến thể
PT-160-K (ATC#747)
PT-175-L
PT-220-C (ATC#750)
N2T-1

## Quốc gia sử dụng
Hoa Kỳ
- Hải quân Hoa Kỳ

## Tính năng kỹ chiến thuật (N2T-1)
Dữ liệu lấy từ The Illustrated Encyclopedia of Aircraft
Đặc điểm tổng quát
- Kíp lái: 2
- Chiều dài: [3] 24 ft 10 in (7.57 m)
- Sải cánh: 36 ft 0 in (10.97 m)
- Chiều cao: [3] 10 ft 8 in (3.25 m)
- Diện tích cánh: [3] 185 ft2 (17.19 m2)
- Trọng lượng rỗng: [3] 1,940 lb (880 kg)
- Trọng lượng có tải: 2,725 lb (1,236 kg)
- Động cơ: 1 × Continental R-670-4, 220 hp (164 kW) mỗi chiếc

Hiệu suất bay
- Vận tốc cực đại: 144 mph (232 km/h)
- Vận tốc hành trình: [3] 124 mph (200 km/h)
- Tầm bay: [3] 400 dặm (640 km)
- Trần bay: [3] 16,000 ft (4,877 m)
- Vận tốc lên cao: [4] 900 ft/min (4.57 m/s)